# La Défense (Métro Paris)
La Défense ist eine unterirdische Station der Pariser Métro. Sie befindet sich unterhalb des gleichnamigen Büroviertels im Pariser Vorort Puteaux. Die Station wird von der Métrolinie 1 bedient und ist deren westlicher Endbahnhof. Mit etwa 35.000 Fahrgästen täglich zählte sie 2004 zu den 20 frequenzstärksten Stationen der Metro. Es besteht Umsteigemöglichkeit am ebenfalls unterirdischen Bahnhof La Défense zur RER-Linie A. Des Weiteren verkehren an den oberirdischen Haltestellen die Linie 2 der Pariser Straßenbahn sowie die Transilien-Regionalzüge.
Die Station wurde am 1. April 1992 im Zuge der Eröffnung der westlichen Verlängerung der Linie 1 in Betrieb genommen. Diese wurde damals von der Station Pont de Neuilly bis nach La Défense verlängert. Zwischen Mai 2011 und Dezember 2012 erfolgte die Umstellung auf automatischen, fahrerlosen Betrieb mit Zügen der Baureihe MP 05. Aus diesem Grund wurden alle Stationen  der Linie 1 bereits zwischen 2009 und 2011 mit Bahnsteigtüren ausgerüstet.